# Johann Nepomuk Berger (Politiker)

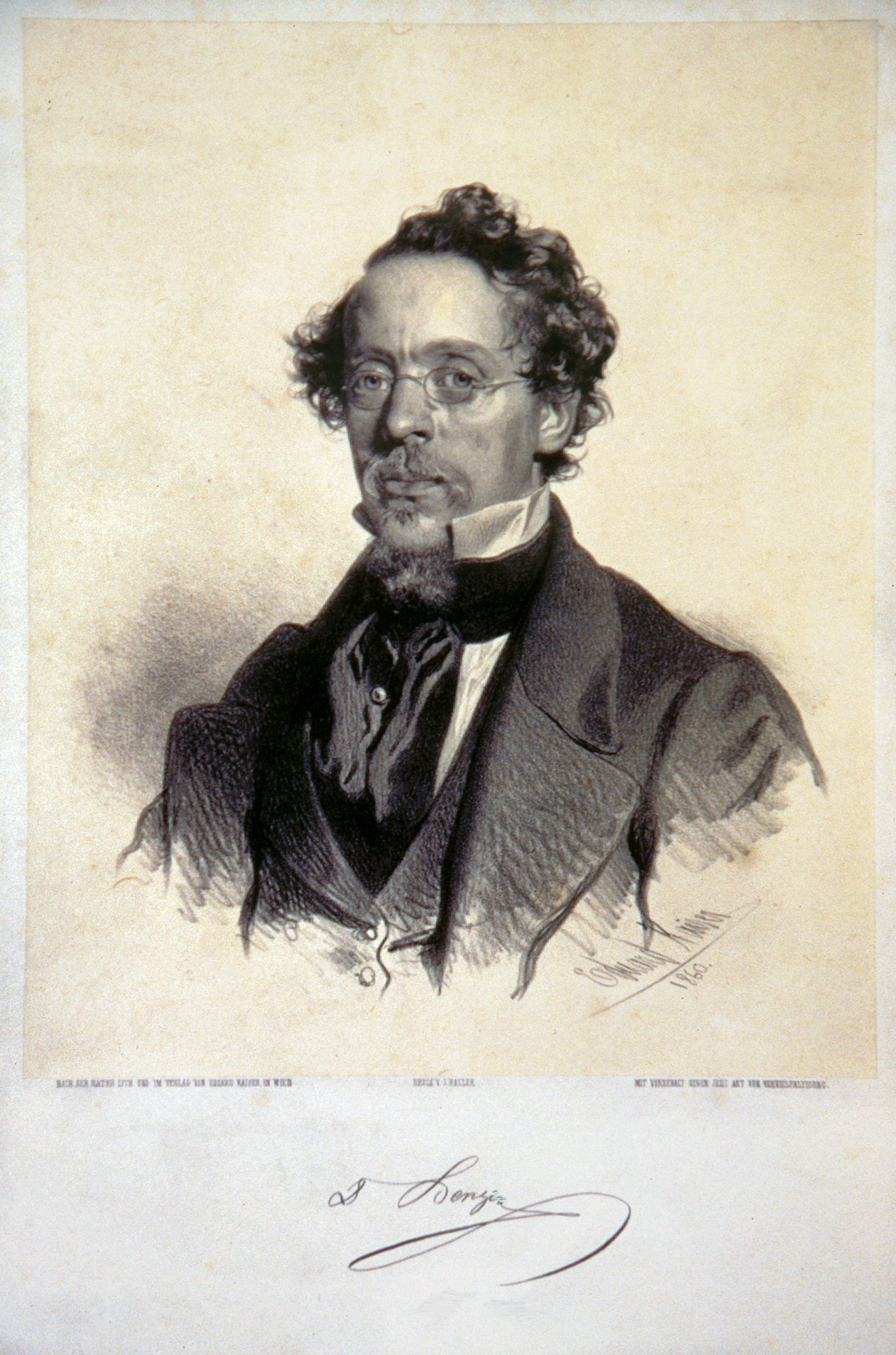
Johann Nepomuk Berger, Lithographie von Eduard Kaiser, 1860

Johann Nepomuk Berger, Pseudonym Sternau, (* 16. September 1816 in Proßnitz, Mähren; † 9. Dezember 1870 in Wien) war ein Politiker, Schriftsteller und Rechtsanwalt.

## Leben
Berger studierte Rechtswissenschaft, Mathematik und Philosophie an der Universität Wien und wurde 1841 promoviert. 1844 wurde er Assistent für Natur- und Kriminalrecht am Theresianum in Wien. Von Juni 1848 bis April 1849 gehörte er der Frankfurter Nationalversammlung an und war einer der scharfsinnigsten und schlagfertigsten Redner der äußersten Linken. Danach war er Hof- und Gerichtsadvokat in Wien und wurde im März 1861 in den Landtag von Niederösterreich gewählt. 1863 wurde er ins Abgeordnetenhaus entsendet und schloss sich zuerst der liberalen Partei an und gründete 1867 den Klub der Linken im Reichsrat. Als Vertreter der Ausgleichsidee und des Konstitutionalismus wurde Berger am 30. Dezember 1867 als Minister ohne Portefeuille in das „Bürgerministerium“ berufen. Am 15. Jänner 1870 wurde er von Kaiser Franz Joseph I. auf sein Ansuchen vom Ministeramt enthoben und legte gleichzeitig seine Mandate als Landtags- und Reichsratsabgeordneter nieder. Er trat wie zwei andere Minister aus der Regierung aus, weil er in der Frage des Föderalismus in der Minderheit geblieben war.

## Ehrungen

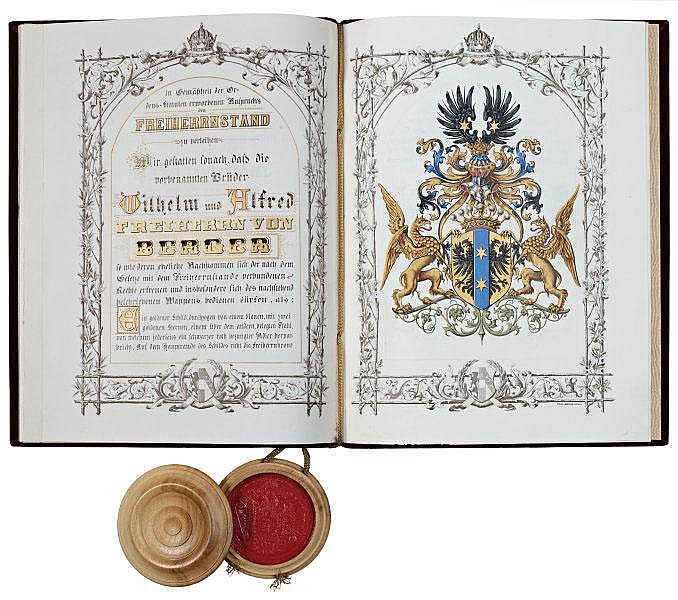
Freiherrendiplom für die beiden Söhne Johann Nepomuk Bergers, 1878

Berger erhielt von Kaiser Franz Joseph I. die Würde eines Geheimen Rates (verbunden mit der Anrede Exzellenz) sowie den Orden der Eisernen Krone I. Klasse, mit dessen Verleihung bis 1884 die Erhebung in den Freiherrenstand verbunden war. Da Berger kurz nach der Ordensverleihung starb, wurden 1878  seine beiden Söhne Wilhelm und Alfred Berger auf Grund des von ihrem Vater Dr. Johann Berger, Wirklichen Geheimen Rats und Minister als Ritter des Ordens der Eisernen Krone 1. Classe in Gemäßheit der Ordens-Statuten erworbenen Anspruchs in den Freiherrenstand erhoben.
Im Jahr 1894 wurde in Wien-Ottakring (16. Bezirk) der Johann-Nepomuk-Berger-Platz nach ihm benannt.

## Publikationen
- Bedenken gegen das Preßgesetz vom 21. März 1848. Tendler und Compagnie, Wien 1848 (Digitalisat).
- Die Preßfreiheit und das Preßgesetz. (Ausgegeben am 23. März.) Tendler und Compagnie, Wien 1848 (Digitalisat).
- Die österreichische Wechselordnung vom 25. Jänner 1850, in ihrem Unterschiede von dem früheren österreichischen Wechselrechte erläutert. Jasper, Hügel und Manz, Wien 1850 (Digitalisat).
- Kritische Beiträge zur Theorie des österreichischen allgemeinen Privatrechtes. Fridrich Manz, Wien 1856 (Digitalisat).
- Über die Todesstrafen Friedrich Manz, Wien 1864 (Digitalisat).
- Zur Lösung der österreichischen Verfassungsfrage. Wallishausser’sche Buchhandlung, Wien 1861 (Digitalisat)
- Aus meinen „Photogrammen“. In: Album von Autographen hervorragender Personen der Vergangenheit und Gegenwart. Hrsg. v. Karl Schram. 3. Lieferung, Leipzig 1864, Nr. 32, S. 18 (Digitalisat).
- Aus Dr. J. N. Berger’s Nachlasse. Gedichte und Aphorismen. (Als Manuscript gedruckt.) L. Rosner, Wien 1879 (Digitalisat).